# Karsin (przystanek kolejowy)
Karsin – przystanek kolejowy na szlaku Laskowice Pomorskie – Bąk, leżący w miejscowości Karsin. Przed laty Karsin był mijanką. Według rozkładu jazdy obowiązującego od 9 czerwca 2018 r. w każdą sobotę i niedzielę i święta przewidziane są dwie pary pociągów relacji Bydgoszcz Gł. - Kościerzyna - Bydgoszcz Gł.. Dodatkowo ze stacji prowadzi bocznica do bazy GS.

## Położenie
Przystanek Karsin położony jest w południowej części miejscowości, przy ul. Dworcowej, niedaleko od skrzyżowania z ul. Rozalii Narloch. Z drugiej strony torów znajduje się ul. Kolejowa, przy której znajduje się stadion należący do gminy, użytkowany na co dzień przez Ludowy Zespół Sportowy Gwiazda Karsin. Bocznica stacyjna odchodzi od toru głównego w pobliżu przejazdu kolejowo-drogowego w ciągu ul. Długiej. Najbliższy przystanek autobusowy znajduje się przy ul. Długiej około 250 metrów od dworca.

## Historia

### Lata 1928-1939
Kolej dotarła do Karsina w 1928, w rok po połączeniu się gmin Karsin i Wiele Karsin liczył wówczas 1769 mieszkańców i był największą miejscowością w gminie. Linia ta powstała podczas budowy magistrali węglowej w celu łatwiejszego zaopatrzenia w materiały budowlane budowanej magistrali.
Pierwszy pociąg relacji Czersk-Karsin-Bąk przyjechał do Karsina w październiku 1928 roku. Stacja ta powstała głównie jako mijanka na linii jednotorowej. Funkcję tę pełniła aż do rozebrania drugiego toru w latach dziewięćdziesiątych XX wieku. Tory na trasie Bąk – Karsin – Czersk położono na nasypie nieukończonej linii Gdańsk – Stara Piła – Liniewo – Bąk – Czersk, która miała być skrótem (z pominięciem Tczewa) trasy z Gdańska do Berlina (wykorzystując magistralę Ostbahn), w założeniu jednak końcowy odcinek z Karsina do Czerska miał zostać zbudowany tak, by nie trzeba było obracać parowozów. Budowę przerwał wybuch I wojny światowej.

### Lata 1939-1945
Według rozkładu jazdy z roku 1941 przez Karsin przejeżdżały 3 pary pociągów osobowych. Pod koniec wojny linię kilkakrotnie bombardowało lotnictwo sowieckie i do tej pory w lasach obok torów widać sporej wielkości leje po bombach.

### Po 1990

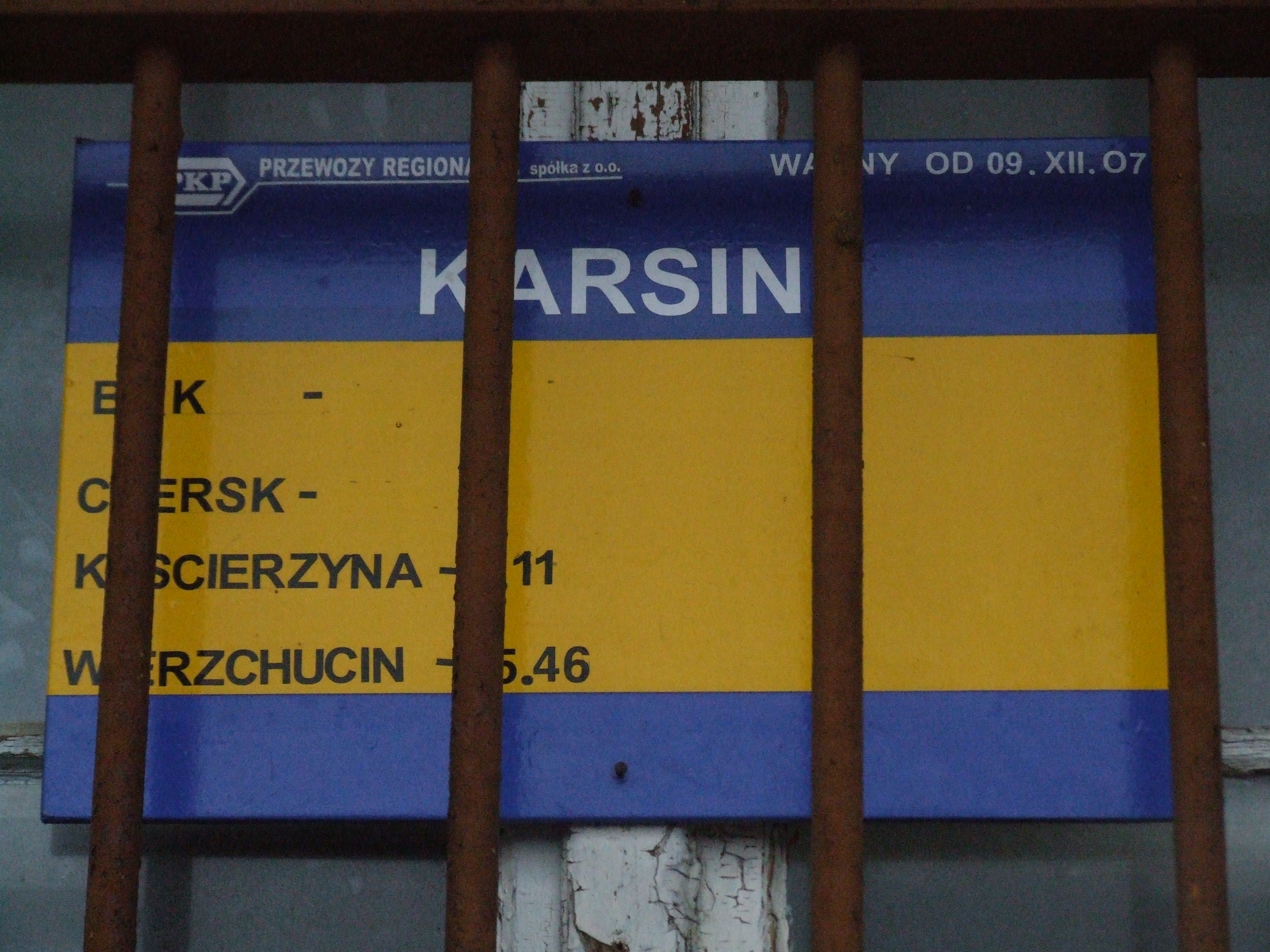
Rozkład jazdy z 2007 przewidujący tylko jedną parę pociągów

Po 1990 nastąpił zły okres dla stacji w Karsinie; stopniowo zmniejszano liczbę połączeń z 7 par w rozkładzie z 1990-1992, przez 6 połączeń w latach 1992-1997; rozkład jazdy 96/97 przewiduje w Karsinie 5,5 pary pociągów, w tym połączenia z Laskowicami Pomorskimi. Dwa razy zawieszano przewozy (przy czym raz ze względu na remont mostu). W czasie ich trwania kursowała kolejowa komunikacja autobusowa, lecz ze względu na protesty mieszkańców i starania władz samorządowych połączenia przywrócono. W 2000 roku zdemontowano rogatki na przejeździe kolejowo-drogowym.
W 2001 roku w Sieciowym Rozkładzie Jazdy Pociągów pojawiają się jeszcze 3 pary pociągów sygnowane literą G oznaczającą, że pociąg kursuje do odwołania, natomiast w rozkładzie jazdy obowiązującym od 2003 do 2004 roku pojawiają się również 3 pary, jednakże oznaczone literą F (pociągi kursujące po ogłoszeniu.
W 2006 roku w Sieciowym Rozkładzie Jazdy Pociągów pojawia się ostatni raz druga para pociągów do Kościerzyny i Czerska, oznaczona jest jednak literą G.
Od 2007 roku przez Karsin przejeżdża tylko jedna para pociągów stałego kursowania. W wykazie planów przewozowych na lata 2009-2015 w województwie pomorskim liczba pociągów osobowych kursujących pomiędzy Kościerzyną a Wierzchucinem miała nie ulec zmianie.

## Linia kolejowa

Linie w okolicy Karsina

Przez Karsin przebiega linia kolejowa nr 215 Laskowice Pomorskie – Bąk. Karsin znajduje się w 69,201 kilometrze tej linii. Sąsiednie stacje to Czersk i Bąk. Linia jest jednotorowa niezelektryfikowana.
Prędkość maksymalna na tej trasie to 60 km/h. Linia jest czynna tylko na odcinku Laskowice Pomorskie-Czersk i jest obsługiwana przez pociągi spółki Arriva RP

## Pociągi

### Pociągi osobowe

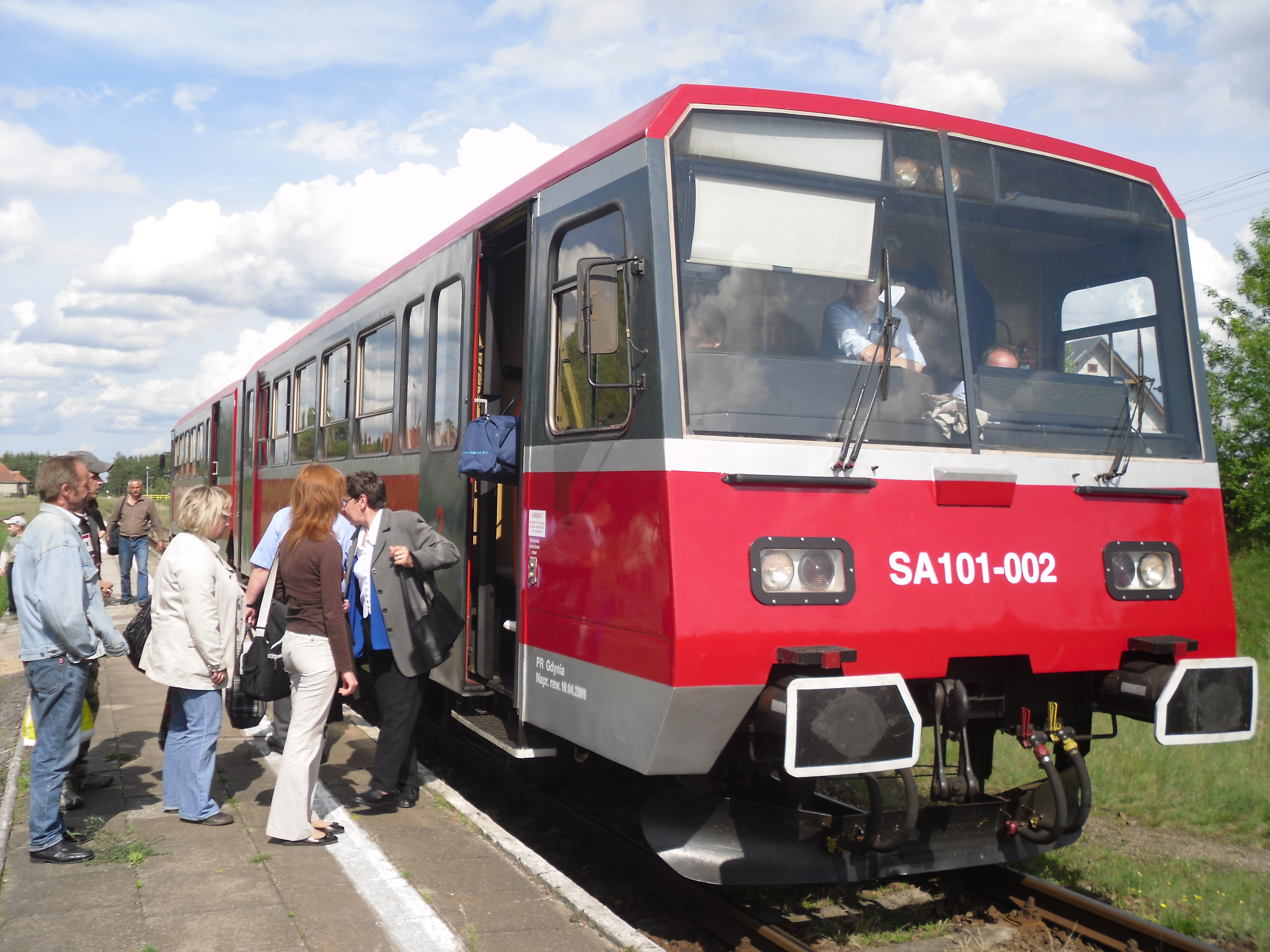
SA101 w relacji Kościerzyna – Wierzchucin przez Czersk w Karsinie

W wakacje 2018 r. przewoźnik Arriva RP uruchamiał dwie pary pociągów z Bydgoszczy do Kościerzyny, na stacji Kościerzyna skomunikowane z pociągami SKM do Gdyni Gł.; umożliwiło to mieszkańcom Karsina dojazd do Kościerzyny i Trójmiasta.

## Infrastruktura

### Budynek dworca

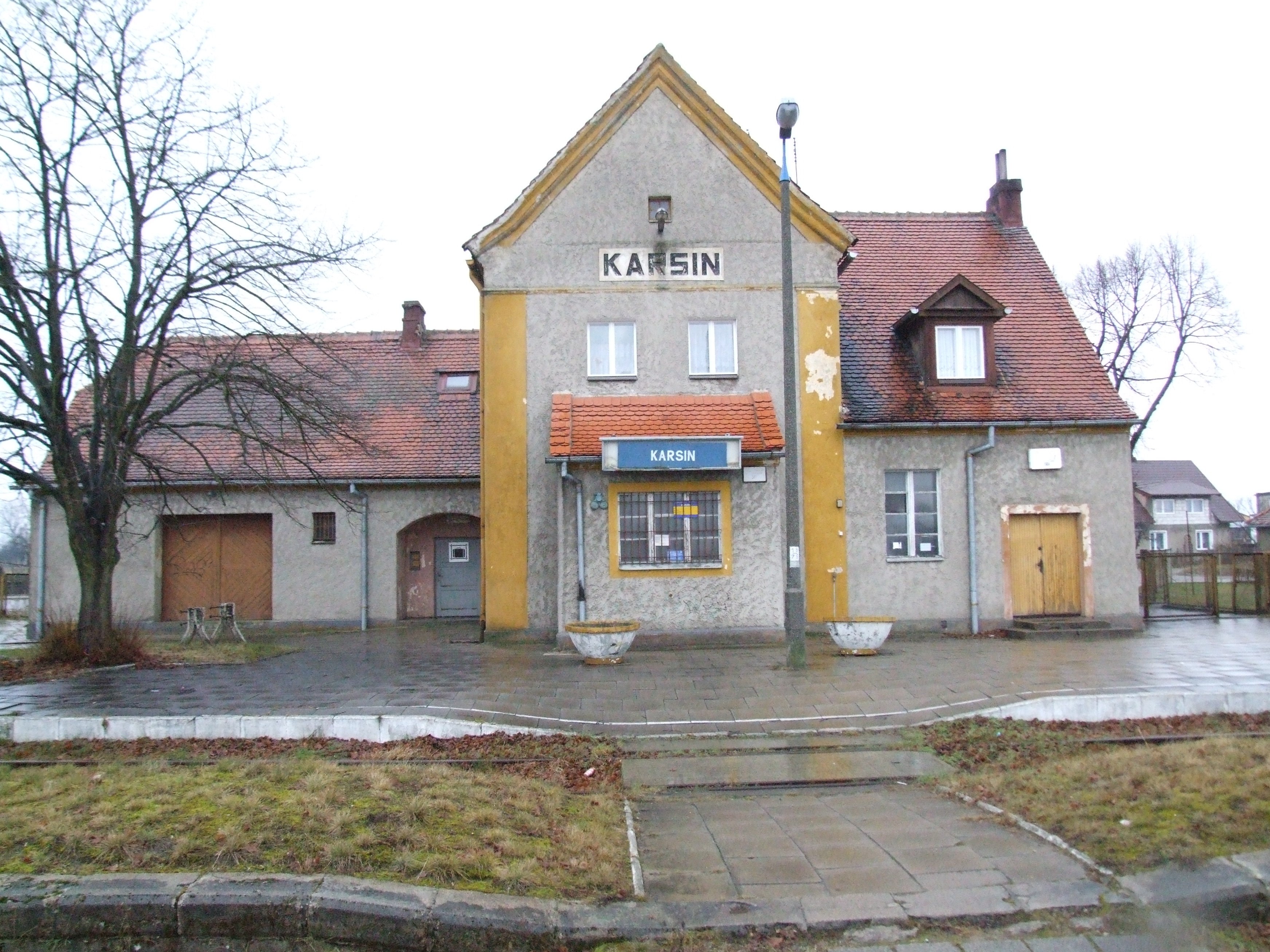
Dworzec w Karsinie od strony torów

Budynek dworca jest obecnie zamknięty. Kiedyś mieściła się w nim poczekalnia, kasa biletowa i kasa bagażowa. W poczekalni zachował się jeszcze piec, lecz kafle są zdewastowane. Budynek jest w głównej części piętrowy, a w bocznej parterowy. Do budynku przylega mały magazyn. Dworzec jest otynkowany i pokryty dachówką.

### Perony

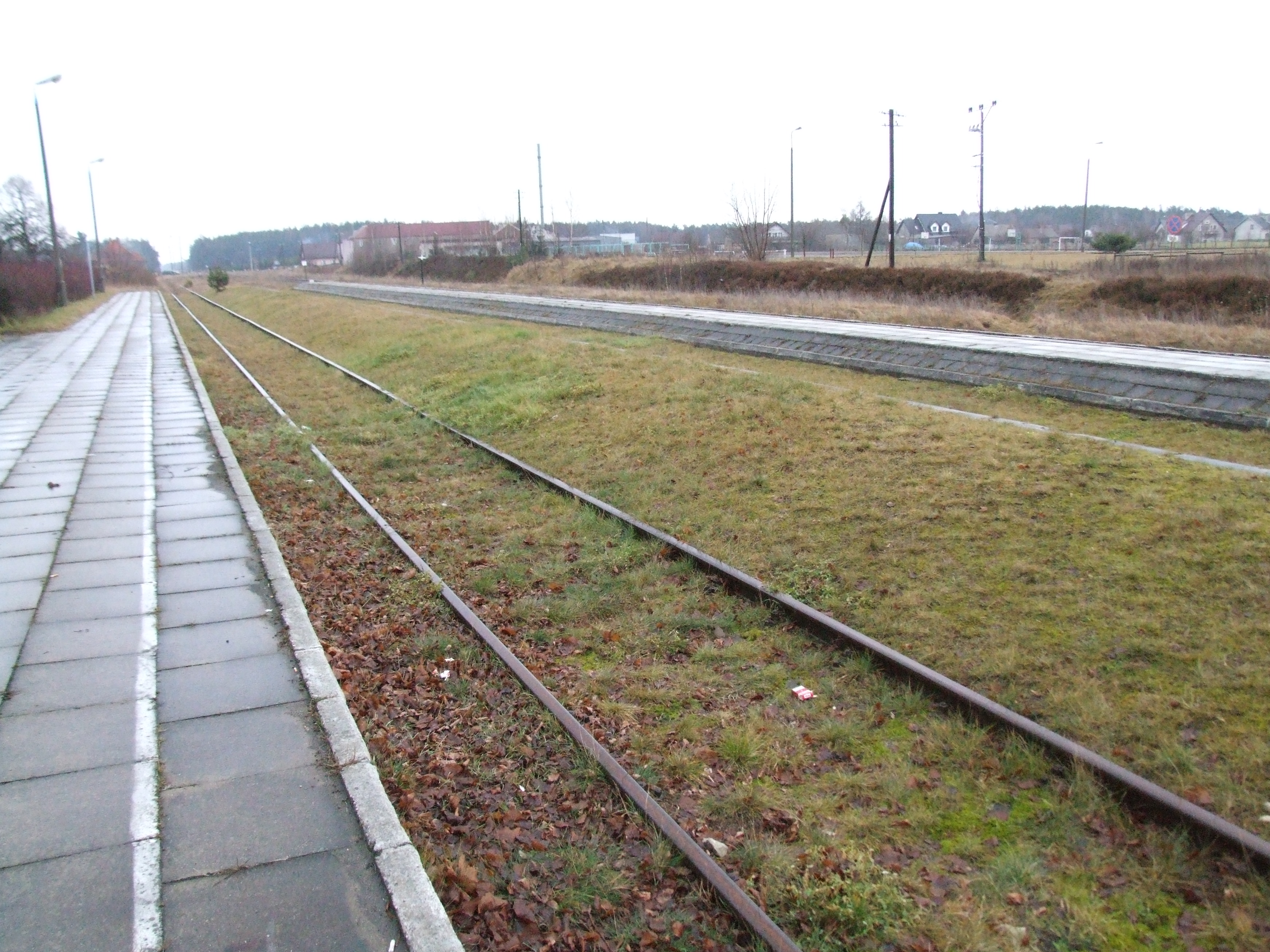
Perony

W Karsinie znajdują się trzy jednokrawędziowe, niskie, niezadaszone perony. Dwa skrajne są wyłożone płytami chodnikowymi, natomiast środkowy jest trawiasty. Perony mają około 170 metrów długości, co pozwala przyjmować składy mające do 6 wagonów.
- Tor przy peronie pierwszym jest bocznicą stacyjną, docierającą do ładowni naprzeciw bramy bazy GS; obecnie przewóz towarów jest bardzo mały.
- Tor przy peronie drugim kiedyś był mijanką. W połowie lat 90 tor ten został rozebrany.
- Wszystkie pociągi przejeżdżające przez stację wykorzystują tor przy peronie trzecim.

### Pozostałe budynki
Oprócz budynku dworca na stacji znajdują się zrujnowane toalety oraz nieczynna ziemianka.

### Semafory
Stacja była po wojnie mijanką i była wyposażona w semafory kształtowe; w latach osiemdziesiątych semafory zostały rozebrane mimo tego, że stacja nadal była mijanką. Pod koniec działalności mijanki w Karsinie nie mijały się tu pociągi; ewentualne mijanie było możliwe za pisemną zgodą zawiadowcy.